# Bastet
În mitologia egipteană, Bastet a fost zeița lunii și a fecundității, ocrotitoarea femeilor gravide, și zeița felinelor, reprezentată fie într-o formă hieratică, de femeie cu cap de leoaică, fie popular, ca o femeie cu cap de pisică, sau numai ca un cap de pisică (pisica sălbatică a fost venerată în Egipt sub dinastia a II-a, în jurul anului 3000 î.Hr.).
Bastet a fost sora lui Ra, uneori considerată și fiica acestuia. În unele variante este considerată sora zeiței Isis. Bastet mai era și zeița ocrotitoare a pisicilor. În Valea Regilor s-au găsit mii de mumii de pisici, dar arheologii nu le-au dat importanță. În Egiptul Antic, oricine ucidea o pisică, primea pedeapsa capitală.   
Bastet era considerată "Ochiul lui Ra", deoarece lupta împotriva dușmanilor stăpânului său.   
Bastet sau Bast (egipteană antică: bꜣstjt, coptă: Ⲟⲩⲃⲁⲥⲧⲉ, romanizat: Oubaste[2] /ʔuːˈβastə/, feniciană: 𐤀𐤁𐤎𐤕,[3] 🐤  𐤁𐤎𐤕,[3],[3], romanizată:   𐤕 Religie egipteană, venerată încă din a doua dinastie (2890 î.Hr.). Numele ei este redat și ca B'sst, Baast, Ubaste și Baset.[5] În religia greacă antică, ea era cunoscută ca Ailuros (greacă Koinē: αἴλουρος „pisica”).
Bastet a fost venerat în Bubastis din Egiptul de Jos, inițial ca o zeiță leoaică, rol împărtășit de alte zeități precum Sekhmet. În cele din urmă, Bastet și Sekhmet au fost caracterizați ca două aspecte ale aceleiași zeițe, Sekhmet reprezentând aspectul puternic războinic și protector, iar Bastet, care a fost din ce în ce mai descris ca o pisică, reprezentând un aspect mai blând.[6]   